# (5169) Duffell
(5169) Duffell (1986 RU2) – planetoida z grupy pasa głównego asteroid okrążająca Słońce w ciągu 3,4 lat w średniej odległości 2,26 j.a. Odkryta 6 września 1986 roku.